# Noorwegen op het Eurovisiesongfestival 1988
Noorwegen nam deel aan het Eurovisiesongfestival 1988 in Dublin (Ierland). Het was de 28ste keer dat Noorwegen deelnam aan het Eurovisiesongfestival. NRK was verantwoordelijk voor de Noorse bijdrage voor de editie van 1988.

## Selectie procedure
Melodi Grand Prix 1988 was de televisieshow waarin de Noorse kandidaat werd gekozen voor het Eurovisiesongfestival 1988.
De MGP werd georganiseerd in Chateau Neuf, te Oslo en werd gepresenteerd door Dan Børge Akerø. Tien liedjes deden mee in deze finale. De winnaar werd verkozen door 7 regionale jury's.
| Volgorde | Artiest                           | Lied                   | Punten | Plaats |
| -------- | --------------------------------- | ---------------------- | ------ | ------ |
| 1        | David Chocron & Band              | "Mitt land og"         | 42     | 5      |
| 2        | Ola Fjellvikås                    | "Hei go go"            | 54     | 3      |
| 3        | Elisabeth Moberg & Terry Heart    | "Natten er din og min" | 38     | 7      |
| 4        | Jahn Teigen                       | "Glasnost"             | 55     | 2      |
| 5        | Jan Eggum                         | "Deilige drøm"         | 16     | 10     |
| 6        | Tore Hansen                       | "Sove i natt"          | 41     | 6      |
| 7        | Trond Armand Larsen & Krist Juuhl | "Hvor er du"           | 18     | 9      |
| 8        | Karoline Krüger                   | "For vår jord"         | 65     | 1      |
| 9        | Anita Kanstad                     | "Je ne sais pas"       | 25     | 8      |
| 10       | Iselin Alme & Tor Endresen        | "Lengt"                | 52     | 4      |

## In Dublin
In Ierland moest Noorwegen optreden als vijftiende, na Griekenland en voor België. Na de stemming bleek dat Noorwegen de 5de plaats had gegrepen met 88 punten.
Men ontving 1 keer het maximum van de punten.
België had 3 punten over voor de Noorse inzending en Nederland 7 punten.

### Gekregen punten

#### Finale
| 12 punten              | 10 punten     | 8 punten              | 7 punten                                       | 6 punten             |
| ---------------------- | ------------- | --------------------- | ---------------------------------------------- | -------------------- |
| - Verenigd Koninkrijk  | - Joegoslavië | - Ierland - Zweden    | - Finland - Griekenland - Nederland - Portugal |                      |
| 5 punten               | 4 punten      | 3 punten              | 2 punten                                       | 1 punt               |
| - Denemarken - IJsland | - Italië      | - België - Oostenrijk |                                                | - Duitsland - Israël |

### Punten gegeven door Noorwegen

#### Finale
Punten gegeven in de finale:
| 12 punten | Zweden              |
| 10 punten | Denemarken          |
| 8 punten  | Zwitserland         |
| 7 punten  | Ierland             |
| 6 punten  | Luxemburg           |
| 5 punten  | Verenigd Koninkrijk |
| 4 punten  | Duitsland           |
| 3 punten  | Italië              |
| 2 punten  | Spanje              |
| 1 punt    | Frankrijk           |

1960 · 1961 · 1962 · 1963 · 1964 · 1965 · 1966 · 1967 · 1968 · 1969 · 1970 · 1971 · 1972 · 1973 · 1974 · 1975 · 1976 · 1977 · 1978 · 1979 · 1980 · 1981 · 1982 · 1983 · 1984 · 1985 · 1986 · 1987 · 1988 · 1989 · 1990 · 1991 · 1992 · 1993 · 1994 · 1995 · 1996 · 1997 · 1998 · 1999 · 2000 · 2001 · 2002 · 2003 · 2004 · 2005 · 2006 · 2007 · 2008 · 2009 · 2010 · 2011 · 2012 · 2013 · 2014 · 2015 · 2016 · 2017 · 2018 · 2019 · 2020 · 2021 · 2022 · 2023 · 2024 · 2025